# 安村直樹
安村 直樹（やすむら なおき、1988年8月27日 - ）は、日本テレビのアナウンサー。

## 来歴
- 2001年3月、青山学院初等部卒業[3]。
- 2007年3月、青山学院中等部・高等部卒業[3]。
- 一浪して、2012年3月、慶應義塾大学総合政策学部（認知脳科学専攻）卒業[4]。 同年4月、日本テレビ入社。同期は安藤翔、久野静香（2022年6月30日退社後、フリー転身）、杉野真実。
- 2015年4月10日、慶大ラグビー部の先輩女性トレーナーと結婚[1]。5月30日に報じられた。31日に挙式・披露宴[1]。
- 2018年8月20日、2018-2019ジャパンラグビートップリーグアンバサダーに就任[5]。
- 2020年6月15日、離婚していたことが報じられた[6]。同年、30キロ激痩せしたことが話題となり、7月にはTwitterで一時トレンド入りを果たした[7]。
- 2021年1月4日、2020-2021ジャパンラグビートップリーグアンバサダーに就任[8]。
- 2024年8月、『ぐるぐるナインティナイン』のロケで左手の薬指を複数箇所脱臼骨折し、手術と療養のため、レギュラー出演をしている『シューイチ』と『ZIP』を同月25日から休演[9][10]、同年12月22日より復帰[11]。
- 2025年4月、都内の大学の医学部に通学している[12]。

## 人物
- 東京都渋谷区出身[4]。
- 父は内科医、母はピアノ講師。
- 趣味はゴルフ、サッカー、落語、クラシック音楽、愛犬との散歩[4]。
- 信条は「全力を尽くす。仲間と助け合う。挑戦し続ける。」[4]。
- 目標はラグビーワールドカップ実況[4]。
- 携帯電話の待ち受け画面を嵐の櫻井翔にしている。[注 1]
- Eテレ「さわやか3組」（第12シーズン〈1998年度〉・茨城県結城市編）に出演していた。

## 出演
太字は出演中。

### テレビ番組
- スポーツ中継
- イブニングプレス donna - 隔週木曜日担当
- 新人アナの日進月歩→アナウンサーの日進月歩（2012年10月 - 2013年9月）
- ズームイン!!サタデー（2012年10月6日 - 2021年3月27日）- スポーツキャスター
- PON!（2013年4月 - 2015年9月）
- NNNニュースサンデー（2013年4月7日 - 2015年3月22日、シフト勤務）
- Oha!4 NEWS LIVE[注 2] - キャスター
  - 佐藤義朗の代理（2013年9月6日、2016年5月17日・8月16日・23日）
  - 青木源太の代理（2013年9月25日）
  - 月曜担当（2013年9月30日 - 2014年3月24日・2025年3月31日 - ）
  - 金曜担当（2014年4月4日 - 2015年3月27日、2015年10月9日 - 2019年3月29日）
  - 火曜担当（2015年3月31日 - 9月29日・2025年4月1日 - ）
  - 辻岡義堂の代理（2016年8月15日・9月19日、2017年10月16日・11月20日、2018年2月19日・26日）
  - 中野謙吾の代理（2016年9月15日）
  - 山本健太の代理（2017年6月15日・9月14日・21日）
  - 梅澤廉の代理（2021年8月19日）
- ZIP!
  - 安藤翔の代理（2014年2月7日・5月5日）[注 3]
  - 水曜フィールドキャスター（2014年4月2日 - 9月24日）
  - 川畑一志の代理（2014年4月11日）
  - 山本健太の代理（2014年10月27日）[注 4]
  - 桝太一不在時の総合司会代理[注 5]（2018年2月12日 - 16日）
  - 月 - 木曜解説キャスター（2024年3月25日 - ）
- キユーピー3分クッキング（2014年2月13日 - 15日・19日 - 22日・27日・28日・3月1日・6日 - 8日・13日 - 15日）- 寺島淳司のアシスタント代理[注 6]
- トリックハンター（2014年7月23日 - 2016年8月17日）- 進行
- シューイチ（2015年4月5日 - ）- キャスター
- news every.サタデー - 菅谷大介の不在時に不定期で担当
- スッキリ
  - 木曜日「スッキリJUDGE」担当（2016年3月31日 - 8月25日）
  - 森圭介の代理[注 7]（2016年7月14日・15日・10月27日・28日、2018年7月26日、2019年3月28日、2021年10月14日・15日）
  - 木曜日→金曜日「K・Jことキニナルジャーナル」担当（2016年9月8日 - 2020年3月27日）
  - 岩本乃蒼の代理[注 8]（2016年9月29日・30日）
  - 金曜日「金曜ドーガショー」担当（2020年5月1日 - 9月25日）
- 真相報道 バンキシャ!
  - 安藤翔の代理（2016年6月5日）
  - 川畑一志の代理（2022年1月23日）
- NNNストレイトニュース（2018年4月13日）- 矢島学の代理
- バゲット
  - 隔週月曜レギュラー（2018年10月1日 - 2019年3月25日）
  - 隔週火曜レギュラー（2021年3月30日 - 2022年3月29日）
  - 平松修造の代理MC[注 9]（2021年9月28日）
- プロレスリング・ノア中継 - 実況
- ONEラグビー（2021年4月 - ）
- 読響プレミア（2021年4月22日 - ）
- 皇室日記（司会、2021年4月25日 - 2023年3月）
- ゼロイチ（2022年1月29日・2月5日・12日・19日）- 辻岡義堂の代理[注 10]
- 夜バゲット（2022年2月5日・12日）- 川畑一志の代理
- news zero - スポーツキャスター
  - 月 - 水曜担当（2022年3月28日 - 9月28日）
  - 月・火・金曜担当（2022年10月3日 - 2023年4月1日）
  - 月・水・金曜担当（2023年4月3日 - 2024年3月29日）
  - 金曜担当（2025年4月4日 - ）
  - 弘竜太郎の代理（2023年3月22日）
- ぐるナイ（コスプレQコーナー内のヒントコーナーに激◯◯料理食べるならと言う出演条件で、コスプレしながら出演）
- サンデースポーツ（NHK総合・2023年9月3日） - 同月9日（日本時間）から開催されるラグビーワールドカップ2023（日テレとNHKで中継）関連で出演。

### 映画
- あの人が消えた（2024年9月20日、TOHO NEXT） - アナウンサー 役[13]

### 劇場アニメ
- 名探偵コナン ゼロの執行人（2018年4月13日、東宝） - 男性アナウンサー 役

### 吹き替え
- ズートピア（2016年4月23日、ウォルト・ディズニー・ジャパン） - ヒツジの記者 役
- マイ・エレメント（2023年8月4日、ウォルト・ディズニー・ジャパン） - 土のオーナー 役